# Indoiráni nyelvek

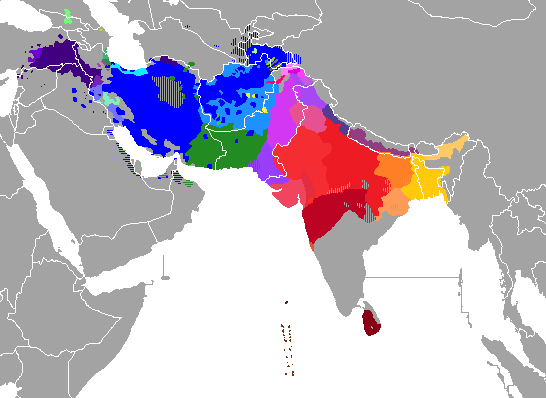
Indoiráni nyelvek

Az indoiráni nyelvek a szláv nyelvek, valamint az örmény nyelv mellett az indoeurópai nyelvcsalád keleti ágainak egyikét alkotják. Három fő ágra oszthatók: indoárja vagy ind nyelvek, nurisztáni nyelvek és iráni nyelvek.

## Besorolásuk, csoportosításuk

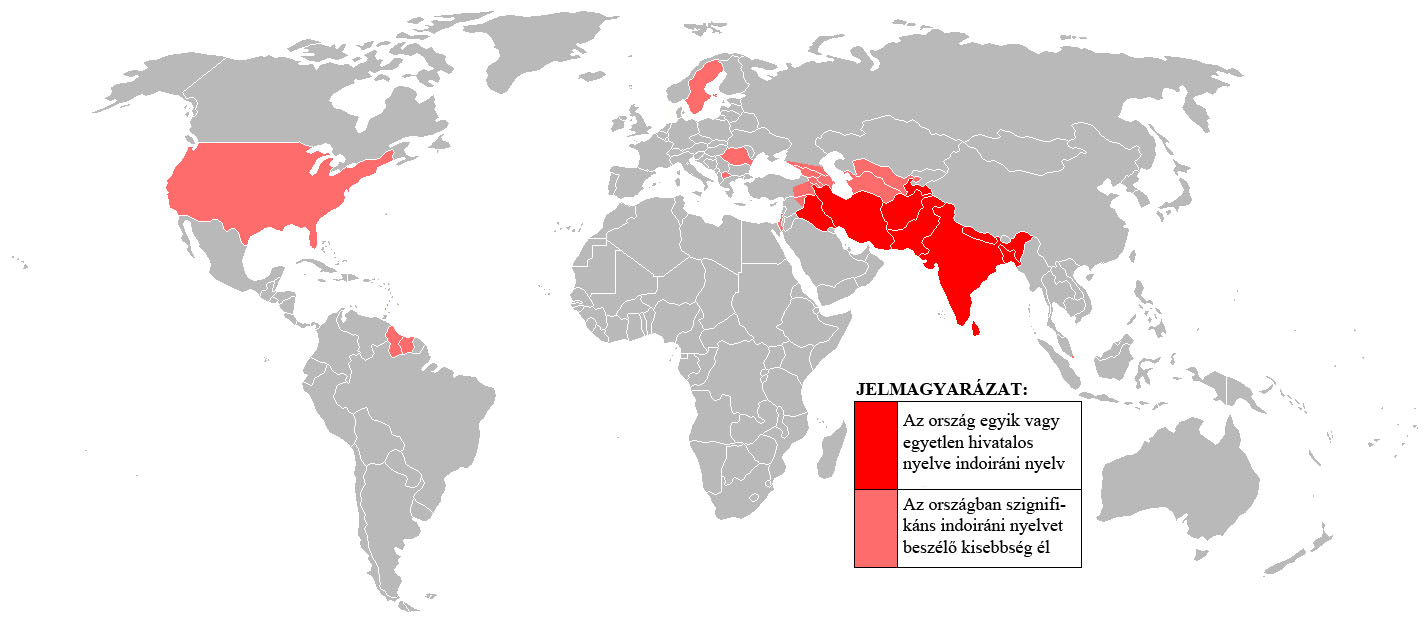
Országok, amelyekben az indoiráni nyelvek legalább egyike hivatalos nyelv, vagy jelentős számú ilyen nyelvű lakosság él

### Indoárja nyelvek

#### Védikus nyelvek
- Óind nyelv, irodalmi változatai:
  - szanszkrit
  - védikus szanszkrit
- Középind nyelvek
  - prákrit nyelvek
    - páli (Théraváda buddhizmus irodalmi nyelve)
    - gandhárai prákrit (Kusán Birodalom és Közép-Ázsia buddhista vallási nyelve a selyemúton)
    - dzsaina prákrit
- Újind nyelvek (az óind leszármazottai)
  - Keleti csoport
    - Bihári nyelvek
      - andzsika
      - bhódzspuri
      - kudmali
      - magahi
      - maithili
      - pancspargania
      - szadri
      - szúradzspuri
      - vaddzsika

    - asszámi
    - bengáli
    - orija (odisá)

  - Középső csoport
    - hindusztáni
      - hindi
      - urdu

    - cigány (romani)[1]

  - Pahári csoport (északi ind)
    - kelet-pahári
    - nepáli
    - nyugat-pahári

  - Északnyugati csoport
    - pandzsábi
    - szindhi
    - khodzski
    - kaccshi

  - Déli csoport
    - divéhi/ mahal
    - szinhala (szingaléz)
    - konkani
    - maráthi

  - Nyugati csoport
    - gudzsaráti
    - rádzsasztháni
      - hárauti
      - málvi
      - márvári
      - bhíl
      - méváti

Dárd nyelvek
- dameli
- dumaki
- gavar-bati
- kafír
- kalasa
- kasmíri
- khovári
- kohisztáni
- ningalami
- pasaji
- palula
- sina
- sumasti

### Nurisztáni nyelvek
A nurisztáni nyelvek osztályozásának alternatívái
"A nurisztáni nyelvek genetikus osztályozásának több alternatívája ismert a nyelvészeti szakirodalomban. Pontos elhelyezésük az árja nyelvek között a mai napig vitatott kérdés. A földrajzi viszonyoknak köszönhetően ennek a kis nyelvcsoportnak a beszélői más nyelvektől viszonylag elszigetelve élnek a Hindukus Afganisztánhoz tartozó magaslatain, amely nehezen – téli időszakban egyáltalán nem – megközelíthető terep. Ez az elszigeteltség egyrészt előnyös, mert konzerváló hatású, de ugyanakkor a nyelvészeti terepmunka szempontjából hátráltató tényező.
Európa Mountstuart Elphinstone 1815-ös úti beszámolójából értesülhetett a nurisztáni nyelvek létezéséről, de ő konkrét nyelvi adatokat még nem jegyzett fel. Az első nyelvi adatokat (egy 105 vajgáli szót tartalmazó listát) Alexander Burnes közölte, az első nyelvtörténeti szempontú tárgyalást pedig a német Ernest Trumpp tette közzé. Komoly terepmunka és adatgyűjtés csak az 1930-as évektől kezdve indult meg, így ez a nyelvcsoport viszonylag későn került be az indoeurópai történeti-összehasonlító nyelvészeti vizsgálódások körébe. Egyes nyelvészeti kézikönyvek, enciklopédiák semmilyen információt nem tartalmaznak róluk, ha mégis, akkor gyakran hiányos, netán pontatlan adatokat közölnek. Az Encyclopaedia Britannica ugyancsak tévesen a nyugati-dard nyelvekhez sorolja a nurisztáni nyelveket . Az EB minden bizonnyal más kézikönyv (feltehetőleg Voegelin-Voegelin 1965) alapján teszi ezt a megállapítást, azonban ez a nézet még a 20. század elején Grierson által kidolgozott osztályozáson alapul, amelyet mára már elvetett a nurisztáni és a dard nyelvek kutatóinak túlnyomó többsége. Ha újabb kiadású kézikönyveket tekintünk, a helyzet nem igazán javult. Például Fortson (egyébként kiváló) indoeurópai bevezető könyve mindössze pár sort szentel a nurisztáni nyelveknek. Az ő leírása alapján az olvasó azt gondolhatja, hogy a nurisztáni nyelvek a dard nyelvek csoportjába tartoznak, és az ind ág alcsoportját alkotják.
	Tanulságos lehet egy másik pontatlan leírást is idézni, amely a hazai nyelvészeti szakirodalom egyik alapvető kézikönyvében jelent meg, és a nurisztáni nyelveket a következőképpen határozza meg:
	„a nyugati dard nyelvek: basgali, vajgali, askun, praszun, vaszinvéri Afganisztán északkeleti részében, amelyeket Georg Morgenstierne (1961), Richard Strand (1973) és mások nem az iráni nyelvek közé sorolnak, hanem az iráni és indoárja nyelvek mellett az indoeurópai nyelvek külön ágaként tartanak számon. Ez a nézet azonban nem vált egyöntetűen elfogadottá” (Fodor 1999: 1053).
	Ebben a kétmondatos leírásban négy tárgyi tévedés van: három taxonómiai és egy terminológiai jellegű. Az első taxonómiai hiba az, hogy a nurisztáni nyelvek nem tartoznak a dard nyelvek közé . A másik taxonómiai hiba, hogy nem az indoeurópai (!), hanem az indoiráni nyelvek külön ágaként osztályozza őket a két meghivatkozott szakember. A harmadik taxonómiai hiba, hogy a basgálit mint nyelvet említi a nurisztáni nyelvek felsorolásban, holott az csak egy dialektus (a kati nyelv keleti dialektusának egyik változata, amelyet a Bashgal folyó felső folyásánál beszélnek). Végül a negyedik, terminológiai hiba az, hogy a felsorolásban ötödikként említett vaszinvéri ugyanarra a nyelvre vonatkozik, mint a praszun terminus. A praszun nyelvnek több megnevezése van: a nyelvészeti szakirodalomban a praszun használatos (amely a kati prasun földrajzi megnevezésből ered), a vaszinvéri nem más, mint a vasĩ autoetnoním, azaz a praszunok önmegnevezése és a veri ’nyelv, beszéd’ szó összetétele, tehát jelentése ’a vaszinok nyelve’. Ugyancsak ezt a nyelvet jelöli a parun(i) terminus, amelyet a pastu nyelvűek használnak a praszunok megnevezésére.
	A nurisztáni nyelvek listája tehát helyesen az alábbi négy nyelvet tartalmazza: kati, vajgali, askun és praszun. Ez a lista esetleg bővülhet egy-két nyelvvel (gambiri, zemiaki, esetleg dameli), amelyek státusza egyelőre vitatható: a zemiaki és talán a gambiri is a vajgali nyelv dialektusai lehetnek. Szókincsét tekintve a gambiri közel áll a vajgalihoz, de morfológiai szempontból Morgenstierne indokoltnak tartotta, hogy a gambirit ne a vajgali egy dialektusának, hanem önálló nurisztáni nyelvnek tekintsük . A damelit egyetlen településen beszélik, a nurisztáni nyelvektől területileg elszigetelt, dard nyelvekkel körülvett Damel faluban. Ez a nyelv nehezen osztályozható, talán dard eredetű, amely erős nurisztáni hatás alatt állt, vagy fordítva . Degener ötödik nurisztáni nyelvként a tregamit említi , valójában ez csak egy területi megnevezés, amely három falura vonatkozik (tre- ’3’ + gam ’falu’): Gambir, Katar és Dewoz. Ezen falvak nyelvei közül csak a gambiri tekinthető esetleg nurisztáninak, a másik két falu nyelve egyértelműen a dard csoportba tartozik."
- askunu
- kamkata-viri
- vaszi-vari
- tregami
- vaigali

### Iráni nyelvek
- Keleti csoport
  - Északkelet-iráni nyelvek
    - aveszta (kihalt)
    - szkíta (kihalt)
    - Szaka típusú nyelvek
      - khotáni szaka
      - tumsuki szaka
      - déli szaka
      - hsziungnu
      - kusán vagy jüecsi[2]

    - oszét
    - szogd (kihalt)
      - jagnobi

    - hvárezmi (kihalt)
    - baktriai (kihalt)
    - hürkániai (kihalt)

  - Délkelet-iráni nyelvek
    - pamíri
    - pastu
- Nyugati csoport
  - Északnyugat-iráni nyelvek
    - dari
    - beludzs
    - dzsilaki
    - kurd

  - pártus (kihalt)
    - tabari
    - talis
    - zazaki

  - Délnyugat-iráni nyelvek (perzsa nyelvek)
    - perzsa vagy fárszi
      - tadzsik
        - bukhori

    - óperzsa (kihalt)
    - középperzsa vagy pehlevi (kihalt)
    - luri
    - tat

## Kapcsolódó szócikk
- Középiráni nyelvek